# Munții Kipengere

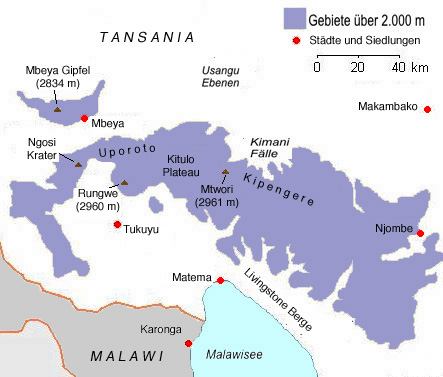
Zona înaltă din sudul Tanzaniei

Munții Kipengere (cunoscuți și sub denumirea de Munții Livingstone) sunt un lanț montan din partea de sud a Tanzaniei, la limita nordică a lacului Malawi.